# Farkas (film, 1994)
A Farkas (eredeti cím: Wolf) 1994-ben bemutatott amerikai horrorfilm Mike Nichols rendezésében, aminek központi témája a farkasemberré válás.

## Cselekmény
Will Randall könyvkiadó egyik este a rossz időben elüt egy farkast az országúton. Mikor kiszáll megnézni mi történt, a sebesült állat megmarja. A férfi sebesülése nem súlyos, viszont idővel különös változás indul el benne: a személyisége karizmatikusabb lesz és az érzékei is kifinomultabbak lesznek. Később viszont az addig szolid átlagember egyre-másra fenevadként kezd viselkedni, akit nem tud megállítani…

## Szereplők
| Színész             | Szereplő          | Magyar hang      |
| ------------------- | ----------------- | ---------------- |
| Jack Nicholson      | Will Randall      | Reviczky Gábor   |
| Michelle Pfeiffer   | Laura Alden       | Orosz Helga      |
| James Spader        | Stewart Swinton   | Galambos Péter   |
| Kate Nelligan       | Charlotte Randall | Prókai Annamária |
| Richard Jenkins     | Bridger nyomozó   | Melis Gábor      |
| Christopher Plummer | Raymond Alden     | Szokolay Ottó    |
| David Hyde Pierce   | Roy               |                  |
| Ron Rifkin          | Orvos             |                  |
| Om Puri             | Dr. Vijay Alezias |                  |
| Allison Janney      | Partivendég       |                  |
| David Schwimmer     | Rendőr            |                  |

## Fordítás
- Ez a szócikk részben vagy egészben  a   Wolf (1994 film) című angol Wikipédia-szócikk fordításán alapul.  Az eredeti cikk szerkesztőit annak laptörténete sorolja fel. Ez a jelzés csupán a megfogalmazás eredetét és a szerzői jogokat jelzi, nem szolgál a cikkben szereplő információk forrásmegjelöléseként.

## További információ
- Farkas a PORT.hu-n (magyarul)
- Farkas az Internet Movie Database-ben (angolul)
- Farkas a Rotten Tomatoeson (angolul)
- Farkas a Box Office Mojón (angolul)